# سوپرمن ۲: ریچارد دانر کات
سوپرمن ۲ :ریچارد دانر کات (به انگلیسی: Superman II: The Richard Donner Cut) فیلمی ابرقهرمانی و مهیج است که در سال ۲۰۰۶ و به کارگردانی ریچارد دانر ساخته شده‌است.
این فیلم سوپرمن ۲ را به طور تصور شده ی اصلی و همانگونه که قرار بود فیلم برداری شود،نمایش می دهد.برخی از صحنه ها از روی صحنه های آزمایشی صحنه هایی که نشد دوباره فیلم برداری شود گرفته شده است. این فیلم در سال ۲۰۰۶ (۲ سال بعد از مرگ کریستوفر ریو) پخش شد که با یاد و خاطره ، به کریستوفر ریو تقدیم شد.

## چرا در سال ۱۹۸۰ پخش نشد؟
این نسخه از فیلم که در سال ۱۹۸۰ فیلمبرداری شده بود در سال ۲۰۰۶ پخش شد.

## علت
مارلون براندو هنرپیشه امریکایی به علت بازی در (سوپرمن ۱ )۱۹ میلیون دلار از کارگردان دست مزد گرفت که حضور او سرجمع در کل فیلم ۱۹ دقیقه بود دستمزد او خیلی از شخصیت اصلی (کریستوفر ریو) که از اول تا اخر فیلم حضور داشت بیشتر بود. در نسخه دوم سوپرمن فیلم برداری شده بود که مارلون براندو همان مقدار را از کار گردان طلب کرد ولی این دفعه کارگردان زیر بار نرفت و این مبلغ زیاد را نپذیرفت.بدین پس مارلون براندون گفت که تمام صحنه هایی که او حضور پیدا کرده در فیلم سوپرمن ۲ باید حذف شود حتی فلش بک های سوپرمن یک نیز نباید از حضور او استفاده شود.بدین پس کارگردان تمام این صحنات را حذف کرد و نسخه جدیدی از سوپرمن ۲ ساخت و در سال ۱۹۸۰ منتشر کرد.
سال ها بعد پس از مرگ کریستوفر ریو بر اثر ایست قلبی و مرگ مارلون براندون نسخه های حذف شده این فیلم برگردانده شد و به صورت نسخه اصلی در ۲۸ نوامبر ۲۰۰۶ منتشر شد.

## داستان
ژنرال زاد و ۲ تن از افرادش توسط پدر سوپرمن (جور-ال) به منطقه شبح تبعید می شوند.پس از نابودی کریپتون و فرود سوپرمن در اسمالویل و بزرگ شدنش توسط خانواده کنت او تبدیل به ابرقهرمانی می شود که با جلو گیری از اقدام لکس لوتر که موشکی را به سمت کالیفورنیا می فرستد تا اهالی کالیفورنیا را نابود کند که سوپرمن مسیر موشک ها را به سمت فضا منحرف می کند که توسط این عمل ژنرال زاد ازاد می شود. در این نسخه لویس لین با کمی دقت به کلارک کنت و به مجله که عکس سوپرمن بر روی ان بود به این نکته دست پیدا می کند که سوپرمن همان کلارک کنت می باشد و برای اثبات این عمر خودش را از بالای دیلی پلنت به پایین پرت می کند ولی کلارک کنت بدون تبدیل شدن به سوپرمن جلوی مرگ لوییس می گیرد.در این بین ژنرال زاد در حال امدن به زمین است و لکس لوتر دست به فرار از زندان می زند و مستقیم به قلعه تنهایی سوپرمن می رود و توسط جور ال از امدن ۳ کریپتونی دیگر اگاه می شود و نقشه جدیدی برای نابودی سوپرمن می کشد. لوییس لین که در اخر هویت سوپرمن را کشف می کند و سوپرمن برای ماندن با لوییس لین انتخاب می کند که دیگر سوپرمن نباشد و تمام قدرتش را از دست دهد زمانی که او تمام قدرتش را از دست داد ژنرال زاد کل زمین را مورد حمله قرار میدهد در حالی که سوپرمن دیگر قدرتی ندارد.